# Riza Eibenschütz

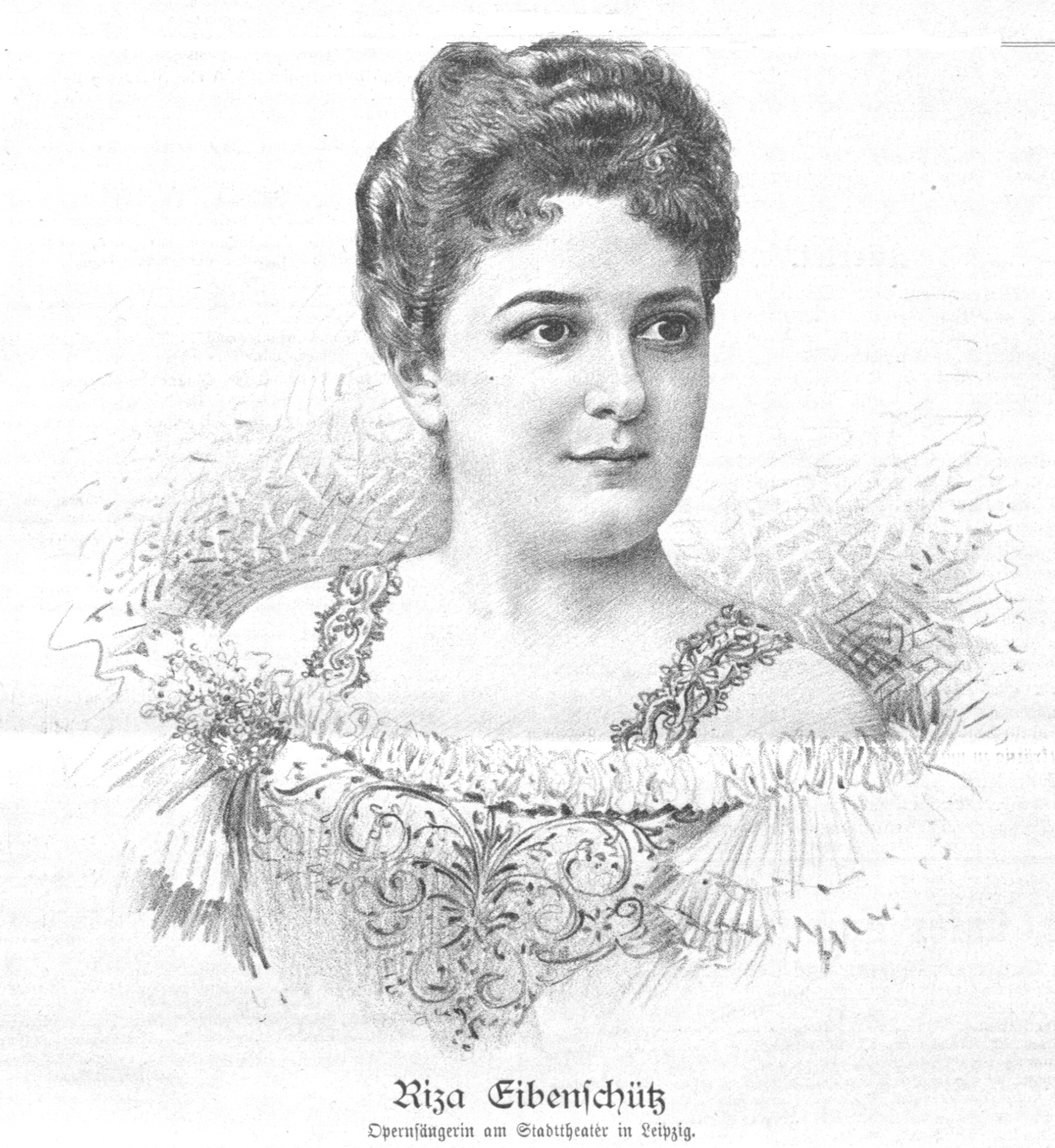
Riza Eibenschütz im Jahre 1898

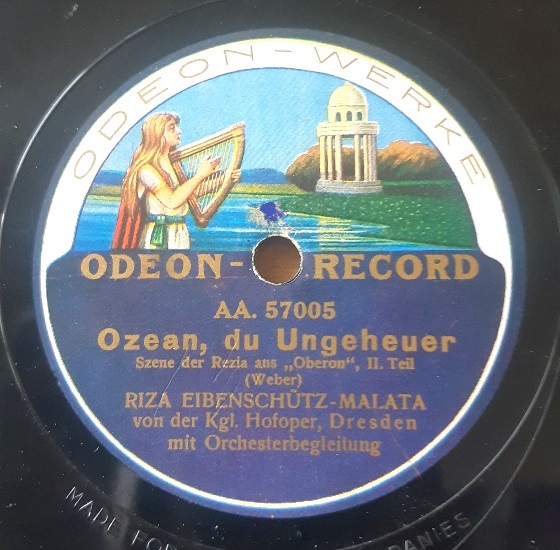
Schallplatte von Riza Eibenschütz (Berlin 1910)

Riza Eibenschütz, verheiratete Riza Malata (* 17. Februar 1870 in Budapest, Österreich-Ungarn; † 16. Jänner 1947 in Perchtoldsdorf), war eine österreichische Opernsängerin in den Stimmlagen Sopran und Alt.

## Leben
Riza Eibenschütz wurde als Tochter eines Kaufmanns geboren. Riza erhielt ihre Gesangsausbildung am Wiener Konservatorium bei Josef Gänsbacher und Marianne Brandt. Ihr großer Stimmumfang erlaubte es ihr, während der darauffolgenden Karriere als Opernsängerin sowohl Sopran- als auch Altpartien zu singen.
Ihr erstes Engagement erhielt Eibenschütz am Opernhaus Leipzig, wo sie 1894 als Selica (Die Afrikanerin) debütierte. Danach sang sie zwei Jahre lang am Stadttheater Straßburg. 1897 ging sie mit der Damrosch Opera Company auf eine zweijährige Nordamerika-Tournee. Unter anderem sang sie an der Metropolitan Opera in New York. Anschließend kehrte sie an die Leipziger Oper zurück, zu dessen Ensemble sie von 1899 bis 1902 gehörte. Am 15. Februar 1902 trat sie bei der dortigen Uraufführung der Oper Orestes von Felix Weingartner auf. 1901 hatte sie einen Gastauftritt in München.
1902 wurde Eibenschütz Mitglied der Dresdner Hofoper. Dort sang sie unter anderem bei den Uraufführungen von Das war ich! von Leo Blech (6. Oktober 1902), Odysseus Tod von August Bungert (30. Oktober 1903) sowie bei den Richard-Strauss-Opern Salome (9. Dezember 1905), Elektra (25. Januar 1909) und Der Rosenkavalier (als Marianne Leitmetzerin, 26. Januar 1911). Sie hatte verschiedene Gastauftritte, unter anderem an der Hofoper von Berlin (1892 und 1908).
Zu Eibenschütz' erfolgreichsten Partien gehörten Brünnhilde (Der Ring des Nibelungen), Senta (Der Fliegende Holländer), Rezia (Oberon), die Rachel in Halévys (La juive) und Leonore im Fidelio.
Nach ihrem Abschied von der Bühne war Eibenschütz als Gesangslehrerin in Wien tätig. Zu ihren Schülern gehörte die Kammersängerin Hanny Steffek (1927–2010).
Riza Eibenschütz war mit dem Dirigenten Oskar Malata (1875–1959) verheiratet, mit dem sie ab 1932 in Perchtoldsdorf lebte und wo sie auch starb.
Ihre Geschwister waren der Dirigent Siegmund Eibenschütz, die Pianistin Ilona Eibenschütz und die Schauspielerin Gina Eibenschütz, ihre Nichte die Gesangspädagogin Maria Theodora Eibenschütz.
Riza Eibenschütz hinterließ wenige sehr seltene Platten für Gramophone (Dresden 1908) und Odeon (Berlin 1910).